# Cerstin Petersmann
Cerstin Petersmann, född den 27 november 1964 i Dortmund i Tyskland, är en västtysk och därefter tysk roddare.
Hon tog OS-brons i fyra utan styrman i samband med de olympiska roddtävlingarna 1992 i Barcelona.